# Вуд, Де Волсон
Де Вольсон Вуд (англ. De Volson Wood; 1 июня 1832 — 27 июня 1897) — американский инженер и педагог. Изобрёл паровой бур и воздушный компрессор; разработал рудный док.
Профессор, автор нескольких монографий по математике и инженерии, вице-президент Американской ассоциации содействия развитию науки, первый президент Американского общества инженерного образования.

## Биография[6]
Де Вольсон Вуд родился недалеко от Смирны, штат Нью-Йор в семье  Джулиуса и Аманды (Биллингс) Вуд. Обучение проходил в государственной школе с дополнительными шестинедельными курсами в частной академии и двумя семестрами в Казеновийской семинарии.
В 1849 году он начал преподавать, и был занят этой деятельностью до конца своих дней. Дальнейшее образование Де Вольсон Вуд получал параллельно с преподаванием. Он начал свою педагогическую практику Смирне, где преподавал в течение трёх семестров. В 1853 году он закончил государственное Педагогическое училище в Олбани , и получил свою первую должность руководителя в Напаночской школе, Ольстер, штат Нью-Йорк. Возвращаясь к упорным занятиям в училище во время недельных отпусков, Вуд принял предложение стать помощником профессора по математике.
В 1855 году, Вуд поступил на обучение в политехнический институт Ренсселе, Трой, штат Нью-Йорк, но не успел отказаться от преподавания, в то же время было организовано подготовительное отделение института, и ему было предложено преподавать математику там. Окончив институт со степенью инженера, Вуд поехал на запад, надеясь получить место в Чикаго. Он остановился на несколько дней в Детройте и отправился в Строительный Университет Мичиганав Анн-Арборе. Вуду был предложено стать профессором в гражданском строительстве, которое он принял и оставался в этом статусе в течение пятнадцати лет. В те годы он получил почётную степень Магистр от Хемильтинского Колледжа  и Университета штата Мичиган, соответственно. Он также организовал Департамент гражданской инженерии.
Де Вольсон Вуд состоял в  Американском обществе инженеров-строителей с 1871 по 1885 год и в Американской Ассоциации Содействия Развитию Науки (англ. сокр. AAAS) с 1879 года до своей смерти. Он стал вице-президентом Американской Ассоциации Содействия Развитию Науки в 1885 году. Он также состоял в Американском Математического Обществе, и был почётным членом Американского Общества Архитекторов, членом Американского Общества Инженеров-механиков и первым президентом Американского Общества Инженерного Образования (1893-1894). Он изобрёл "Паровой буровой станок Вуда" и различные другие устройства и опубликовал несколько десятков книг и статей в научных журналах по математике, технике и термодинамике.
Вуд женился в сентябре 1859 года на Крейн, которая умерла в июне 1866 года оставив одного ребёнка. В августе 1868 года он женился на Фанни М. Хартсон, от которой у него осталось шесть детей.